# Bjuvia
La bjuvia (gen. Bjuvia), nota anche con il nome di Paleocycas, è una pianta estinta, appartenente alle cicadali. Visse tra il Permiano superiore e il Giurassico (255-160 milioni di anni fa).

## Descrizione
Questa pianta era piuttosto simile a una Cycas attuale, ma differiva dalle forme odierne per numerose caratteristiche, soprattutto per quanto riguarda le foglie dalla nervatura parallela. Lo schema fogliare di Bjuvia ricordava quello di alcune felci del Carbonifero (come Taeniopteris). Le dimensioni delle foglie erano notevoli, e potevano superare la lunghezza di cinquanta centimetri e la larghezza di quindici. L'intera pianta poteva superare l'altezza di otto metri.

## Classificazione
La bjuvia è un esempio arcaico di cicadale, un gruppo di piante ancora ben rappresentato attualmente. Successivamente si svilupparono altre cicadali più evolute, con uno schema fogliare più complesso, come le bennettitine (ad es. Williamsonia). Tra le varie specie di Bjuvia, da ricordare Bjuvia simplex e B. dolomitica, quest'ultima rinvenuta in Trentino-Alto Adige.

## Habitat
Queste piante vivevano in ambienti aperti e soleggiati, principalmente in pianura. Le cicadali, durante il Triassico, si diffusero in molti territori precedentemente occupati dalle piante tipiche delle zone umide, come Lepidodendron e Sigillaria.